# Warriors of the World
Warrious of the World е името на деветия албум на американската хевиметъл група Меноуър, който излиза на 4 юли 2002 г. Някои от песните в албума са повлияни от музиката на Вагнер, Павароти и Елвис Пресли.

## Песни
1. Call to Arms
2. The Fight for Freedom
3. Nessun Dorma
4. Valhalla
5. Swords in the Wind
6. An American Trilogy
7. The March
8. Warriors of the World United
9. Hand of Doom
10. House of Death
11. Fight Until We Die

## Състав по албума
- Ерик Адамс – вокали
- Карл Логан – китара, клавир
- Джоуи Демайо – бас китара, клавир
- Скот Кълъмбъс – барабани